# قلعة نامهانسان
قلعة نامهانسان (بالهانغل: 남한산성، وبالهانجا: 南漢山城) هي قلعة تبعد 25 كم جنوب شرق العاصمة سول في كوريا الجنوبية. ترتفع القلعة 480 متراً عن سطح البحر وتزيد الجبال المحيطة بها من دفاعاتها. يبلغ طول القلعة 12 كم واستعملت في عهد مملكة جوسون (1392 ~ 1910) كعاصمة في حالة الطوارئ.

## معرض الصور

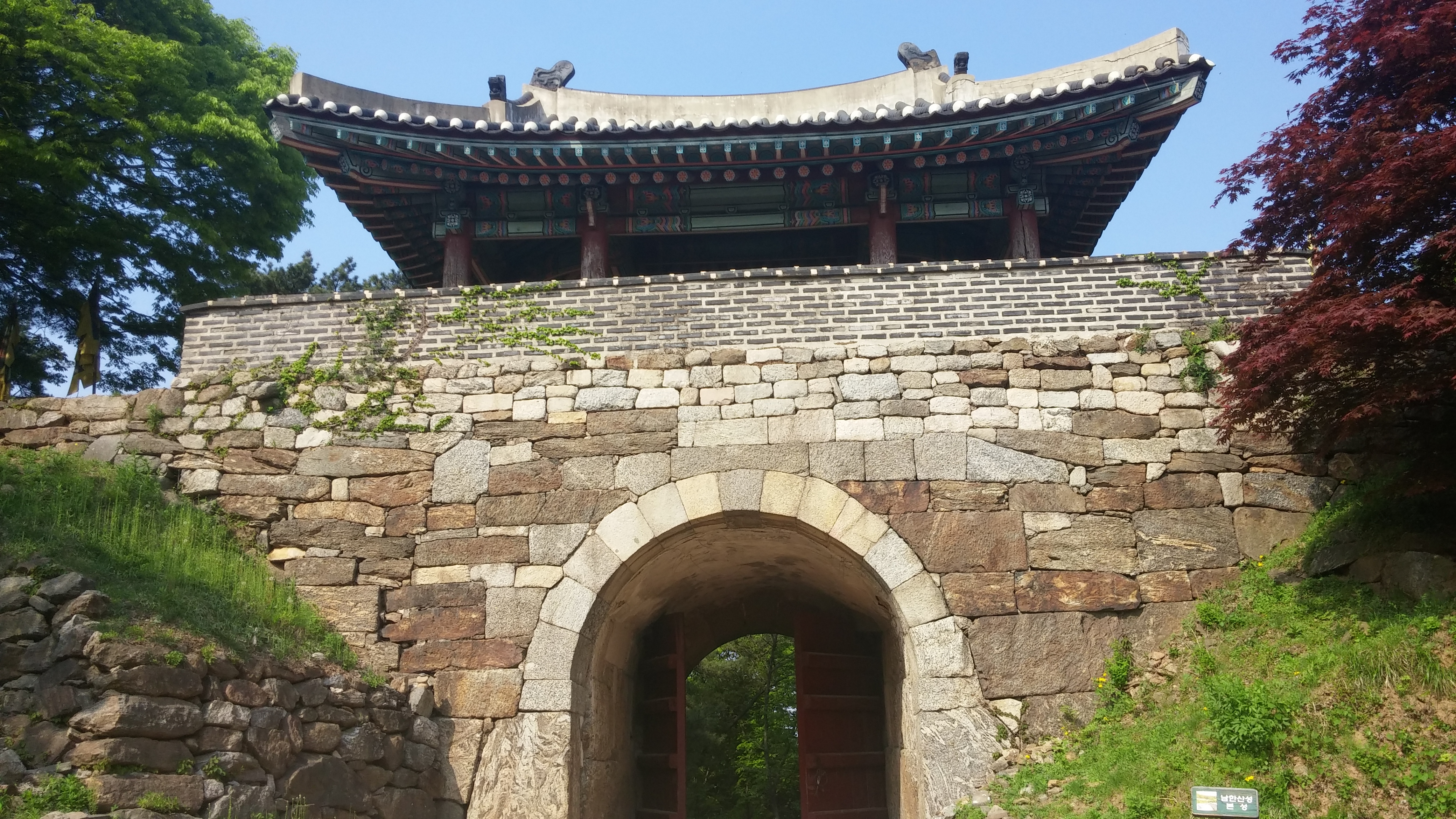
البوابة الشمالية للقلعة